# Earn to Die 2
Earn to Die 2 es un juego móvil desarrollado por el estudio independiente ruso Toffee Games. Earn to Die 2 ve una salida del entorno desértico familiar del juego original y se adentra en las profundidades de las ciudades invadidas por zombis. Los jugadores deben defender la ciudad para ganar el nivel del juego.

## Sistema de juego
Earn to Die 2 empieza en el desierto explorado en el primer juego e introduce al jugador en las profundidades de las ciudades invadidas por zombis, el jugador debe mejorar su coche (o su camión) hacerse paso entre los zombis y los diversos obstáculos que 'se prepararon para ralentizarlo.
Un nivel (correspondiente a una ciudad) se compone de 3 etapas, las dos primeras son gasolineras (que permiten al jugador comenzar desde la última a la que logró llegar sin tener que comenzar desde el principio del nivel) y la última es un garaje que contiene el vehículo utilizado para el siguiente nivel. Es al llegar a la última etapa que desbloqueamos el siguiente nivel y el siguiente vehículo.

## Recepción
La recepción crítica de Earn to Die 2 ha sido mixta y el juego tiene una calificación de 63 sobre 100 en Metacritic, lo que significa "críticas mixtas o promedio". Touch Gamer calificó el juego de manera favorable y escribió: "Con el avance que hemos visto de E2D 1 a E2D 2, creo que el futuro parece bastante brillante para esta franquicia de juegos, y hay algunas áreas a las que podrían hacer una transición sin problemas".